# Phytocoris spicatus
Phytocoris spicatus är en insektsart som beskrevs av Knight 1920. Phytocoris spicatus ingår i släktet Phytocoris och familjen ängsskinnbaggar. Inga underarter finns listade i Catalogue of Life.